# 桦甸市
桦甸市，取自桦皮甸。是吉林省吉林市下辖的一个县级市。位于吉林省中部。

## 历史
唐代时属渤海国领土。近代因发现这里出产黄金，而引来淘金者，并促使了城市的发展。清光绪年间始置县。1988年撤县设市，现隶属于地级吉林市。
這里也是金日成打倒帝國主義同盟的建立地。

## 人口
根据第七次人口普查数据显示：桦甸市常住人口为34.1308万人，城镇化率为54.15%，常住人口户数为14.8657万户。2020年户籍人口為41.69万人。

## 资源
桦甸地处长白山地中部、松花江上游，建有东北最大的水电站——白山水电站。农业经济以玉米种植和森林采伐为主，是吉林省重要的粮食和木材生产基地。还出产人参、“中国林蛙”油等。
境内黄金保有储量较大，位居中国前十位。“夹皮沟”金矿在中国近现代历史上颇为有名。

## 行政区划
桦甸市下辖5个街道办事处、6个镇、3个乡：
明桦街道、永吉街道、胜利街道、新华街道、启新街道、夹皮沟镇、二道甸子镇、红石砬子镇、八道河子镇、常山镇、金沙镇、桦郊乡、横道河子乡、公吉乡和红石林业局。

## 交通
- 334国道过境。